# Nurt (grupa artystyczna)
Nurt – grupa artystyczna założona w Krakowie w 1949 roku.

## Działalność
Grupa zawiązała się na początku 1949 roku w związku z I Wystawą Sztuki Nowoczesnej w Pałacu Sztuki w Krakowie.
Nurt skupiał około dwudziestu członków: malarzy, rzeźbiarzy, drzeworytników, ceramików i metaloplastyków, z których większość „zarabiała dorywczo”. Część członków była związana ze Spółdzielnią pracy Związku Polskich Artystów Plastyków (w samym ZPAP członkowie Nurtu nie zajmowali jednak wysokich stanowisk).
W swojej Deklaracji grupa postawiła sobie za cel „sztukę czytelną, świeżą i silną”, przeciwstawienie się modernistom oraz „skierowanie się ku sztuce spełniającej dodatnią funkcję społeczną”, która równocześnie byłaby „czytelna” i „wychowawcza”.
Organizacja wewnętrzna grupy była oparta na wyborze prac na własną wystawę przez wszystkich członków drogą demokratycznego głosowania. Grupa opisywana była jako otwarta, nieograniczająca „swoich prac i zdobyczy do wąskiego grona osób”. 
Grupa Nurt zadebiutowała wystawą w Towarzystwie Przyjaciół Sztuk Pięknych w Krakowie w lutym 1950 roku. Wystawa została odnotowana w prasie, w recenzji Andrzeja Wróblewskiego na łamach Echa Tygodnia.
Członkowie grupy zakwalifikowali się do I Ogólnopolskiej Wystawie Plastyki w Warszawie (1950, łącznie dziesięć prac), a także brali udział w szeregu wystaw bieżących. W ramach Dni Krakowa zorganizowali stoiska z obrazami i sztuką użytkową. Wygłaszali też prelekcje dla publiczności i szkół na wystawach Towarzystwa Przyjaciół Sztuk Pięknych. 

## Członkowie
- Alina Jasiewicz-Walczakowa
- Zofia Dadlez
- Zygmunt Kałuski
- Kazimierz Dzieliński
- Juliusz Czechowicz
- Zofia Gruszczyńska
- Janina Maliszewska-Zakrzewska
- Irena Stankiewicz-Skoczowa
- Halina Wilczyńska-Żelaskowa
- Marian Żelasko
- Roman Rabcewicz
- Józef Pochwalski
- Wiesław Łabędzki
- Bronisław Heyduk
- Kazimierz Wiszniewski

Na podstawie materiału źródłowego.